# Jan Frans van Bloemen

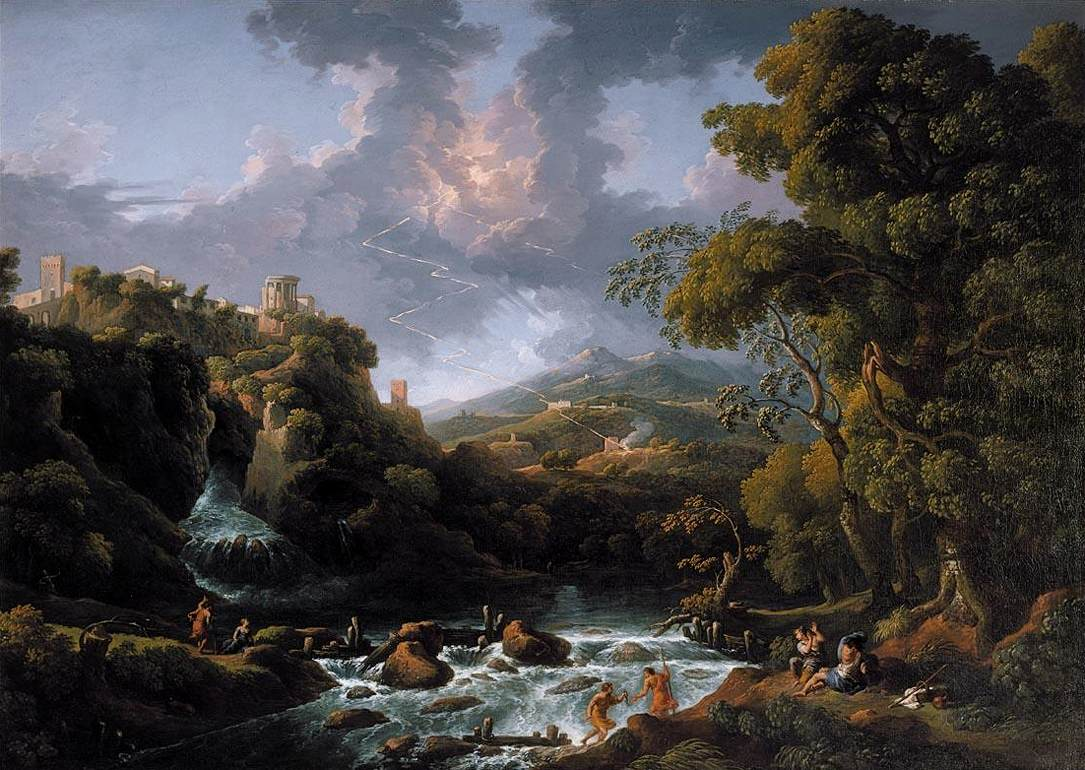
Escena en la campiña romana, (1736).

Jan Frans van Bloemen (bautizado el 12 de mayo de 1662 - sepultado el 13 de junio de 1749) fue un pintor paisajista barroco flamenco.
Nacido en Amberes, van Bloemen fue hermano menor de Pieter van Bloemen, quien partió para Roma en 1674, donde Jan Frans se le unió en 1689. En 1690 un tercer hermano pintor, Norbert van Bloemen (1670-1746) también se les unió. Mientras que Pieter regresó a Amberes en 1694 y Norbert se marchó a Ámsterdam antes de 1724, Jan Frans permaneció en Roma el resto de su vida. El pintor Gaspar van Wittel, nacido en las Provincias Unidas de los Países Bajos y que vivió en Roma desde 1675, se convirtió en el padrino de su primer hijo.
Van Bloemen fue apodado Orizonte u Horizonti, debido a la distancia en que pintó sus paisajes. Estos tienen una exuberancia arcadiana, con montañas, ríos, aldeas distantes y pequeños habitantes pintados con imprecisos pittori di tocco. Orizonte pintó predominantemente paisajes clásicos a lo largo de su carrera, tomando su inspiración de la campagna romana. A través de una serie de planos, iluminación suave y cálida y narración de temas clásicos y religiosos, sus paisajes se inspiraron en ejemplos de artistas tales como Claudio de Lorena y Gaspard Dughet. Su pintura estaba exquisitamente imbuida de ese «difícil de definir ambiente pastoral», que le ayudó a convertirse en un gran pintor a los ojos de sus contemporáneos.
Van Bloemen fue un pintor muy valorado por el Schildersbent romano (o Bentvueghels), el gremio de pintores holandeses, pero no obtuvo la aceptación del gremio de pintores romanos, la Academia de San Lucas, hasta que tuvo más de 70 años de edad. Parte de esta resistencia puede haber surgido del desprecio institucional romano por la pintura de paisaje.
Van Blomen falleció en Roma en 1749.